# Claudia Fräss-Ehrfeld
Claudia Fräss-Ehrfeld, geb. Kromer (* 19. Januar 1944 in Althofen), ist eine österreichische Historikerin.

## Leben
Claudia Fräss-Ehrfeld ist Tochter von Imma Cerny († 2007). Ihr Studium von 1963 bis 1968 an der Universität Wien, der Harvard University und der Yale University schloss sie 1968 mit der Promotion zum Doktor der Philosophie an der Universität Wien ab. Von 1968 bis 1976 arbeitete sie als Historikerin am Kärntner Landesmuseum in Klagenfurt. 
Daneben war sie langjährige Delegierte für Kärnten im Österreichischen Burgenverein. Seit 1997 ist sie Direktorin des Geschichtsvereins für Kärnten, darüber hinaus Mitglied des Kärntner Kulturgremiums sowie der österreichisch-slowenischen Historikerkommission des österreichischen Bundesministeriums für Auswärtige Angelegenheiten.
2019 erhielt Fräss-Ehrfeld den Paracelsusring der Stadt Villach.
Fräss-Ehrfeld war von 1972 bis zu dessen Tod 2024 mit dem Industriellen Ernst Fräss-Ehrfeld verheiratet und hat drei Kinder und mehrere Enkel. Über ihren Mann (dessen Vorfahren bis zum Adelsaufhebungsgesetz 1919 noch Fräss Edle von Ehrfeld hießen) besteht eine verwandtschaftliche Verbindung zum österreichischen Schriftsteller Alexander Lernet-Holenia.

## Publikationen (Auswahl)
- Die Vereinigten Staaten von Amerika und die Frage Kärnten 1918–1920. 1970.
- Das Kloster Millstatt im Mittelalter: Benediktiner und St. Georgsritter. 1970.
- Italien und die Frage Kärnten 1919 bis 1920. 1970.
- Die Zeitenwende vom Mittelalter zur Neuzeit – Aspekte aus der Kärntner Geschichte. 1971.
- Adam Hefter – Kirche und Staat in der Ersten Republik. 1974.
- Die Berichte der Miles-Mission bezüglich der endgültigen Grenze in Kärnten. 1975.
- Kärnten 1945 – Von Neubeginn und Bewältigung. 1976.
- Die „Kärntner Frage“ im Jahr 1945. Vereinigung für politische Bildung, Politische Akademie der ÖVP, 1980.
- Außenpolitische Aspekte der Kärntner Frage nach dem 2. Weltkrieg. 1980.
- Die alliierte Kontrolle der Verwaltung in den Kärntner Abstimmungszonen. 1981.
- Demokratisierung und Landesverfassung in Kärnten 1918–1920. 1982.
- Geschichte Kärntens, Band I: Das Mittelalter. Heyn, Klagenfurt 1984, 2. Auflage 2005, ISBN 3-7084-0111-5.
- Die „Kärntner Frage“ im Jahr 1945. 1985.
- The role of the United States of America and the Carinthian Question. 1986.
- La Question de Carinthie 1918–1920. 1988.
- Selbstbestimmungsrecht und Plebiszite 1919/20: Die Kärntner Volksabstimmung im Vergleich. 1989.
- Geschichte Kärntens, Band II: Die ständische Epoche. Heyn, Klagenfurt 1994, ISBN 3-85366-685-X.
- Geschichte Kärntens, Band III: 2. Kärnten 1918–1920: Abwehrkampf – Volksabstimmung – Identitätssuche. Heyn, Klagenfurt 2000, ISBN 3-85366-954-9.
- Napoleon und seine Zeit. Kärnten – Innerösterreich – Illyrien, Geschichtsverein für Kärnten, Klagenfurt 2009, ISBN 978-3-85454-113-4 (= Archiv für vaterländische Geschichte und Topographie, Band 96).
- Geschichte der Marktgemeinde Steinfeld (mit Thomas Zeloth), Geschichtsverein für Kärnten, Klagenfurt 2010, ISBN 978-3-85454-120-2 (= Archiv für vaterländische Geschichte und Topographie, Band 100).